# Stróża (Rudnik nad Sanem)
Stróża – część miasta Rudnik nad Sanem, do 1954 samodzielna wieś. Leży na północ od centrum miasta, wzdłuż ul. M. Konopnickiej. Znajduje się tu stacja kolejowa Rudnik Stróża.

## Historia
Dawniej wieś i gmina jednostkowa w powiecie niżańskim, za II RP w woј. lwowskim. W 1934 w nowo utworzonej zbiorowej gminie Rudnik, gdzie utworzyła gromadę.
Podczas II wojny światowej w gminie Rudnik w powiecie Jaroslau w dystrykcie krakowskim (Generalne Gubernatorstwo). Liczyła wtedy 791 mieszkańców.
Po wojnie znów w gminie Rudnik w powiecie niżańskim w województwie rzeszowskim. 4 października 1954 włączona do Rudnika.